# Instituto Cajal
Instituto Cajal – centrum badawcze poświęcone neurobiologii, należące do Consejo Superior de Investigaciones Científicas, mieszczące się w Madrycie.

## Historia
W 1900 roku król Hiszpanii Alfons XIII ufundował Laboratorio de Investigaciones Biológicas. Powodem było osiągnięcie światowej sławy przez hiszpańskiego neurobiologa Santiaga Ramóna y Cajala. W 1920 Alfons XIII zdecydował o postawieniu nowego budynku i mianowaniu Cajala pierwszym dyrektorem tworzonego instytutu. Budynek, stojący na Cerro de San Blas, oddano do użytku w 1932.
Podczas hiszpańskiej wojny domowej budynek instytutu został uszkodzony w czasie bombardowania, lecz został odbudowany przed 1945. W 1989 instytut został przeniesiony do nowej siedziby.

## Struktura
W 2017 roku instytut miał 3 wydziały:
- Katedra Neurobiologii Molekularnej, Komórkowej i Rozwoju (Departamento de Neurobiología Molecular, Celular y del Desarrollo)
- Katedra Neurobiologii Funkcjonalnej i Systemowej (Departamento de Neurobiología Funcional y de Sistemas)
- Katedra Neuronauki Translacyjnej (Departamento de Neurociencia Traslacional)

Oprócz wydziałów badawczych, w skład wchodzą zespoły administracyjne oraz pracownie wspomagające (hodowli zwierząt, hodowli komórek, radiologiczne, cytometryczne, SPECT i inne).
W instytucie przechowywane jest też archiwum Legado Cajal, zawierające książki, listy, szkice i rysunki oraz preparaty będące spuścizną po założycielu instytutu i wpisane na listę Pamięci Świata.

## Współpraca
Instytut współpracuje zarówno z instytucjami naukowymi z Hiszpanii i innych krajów (głównie europejskich), jak i ze szpitalami oraz przemysłem. 

## Finanse
Instytut jest finansowany przez państwo w ok. 3/4 budżetu, pozostałą część pozyskuje ze źródeł prywatnych i z zagranicy. Roczny budżet wynosi około sześciu milionów euro.

## Diploma Cajal
Instytut przyznaje nagrodę Diploma Cajal dla wybitnych naukowców z dziedziny neurologii. Dotychczas nagrodę otrzymali: Rita Levi-Montalcini, Eric Kandel,  Anders Björklund, Rodolfo Llinás i Pasko Rakic.